# Tomasz Machciński
Tomasz Machciński (ur. 2 marca 1942 w Górkach, zm. 3 stycznia 2022 w Kaliszu) – polski fotografik, performer, aktor niezawodowy; znany jako „człowiek o tysiącu twarzy”.

## Życiorys
Tomasz Machciński urodził się w Górkach, w Puszczy Kampinoskiej; dzieciństwo spędził w szpitalach i sierocińcach, m.in. w Kaliszu. Po II wojnie światowej zaopiekowała się nim korespondencyjnie amerykańska aktorka Joan Tompkins. W 1994 roku ich historia została przedstawiona w filmie dokumentalnym „Dziecko z katalogu” (reż. Alicja Albrecht).
Szkołę jako mechanik precyzyjny ukończył w 1963 roku. Podjął pracę jako praktykant maszyn biurowych w CMB. Mieszkał i tworzył w Kaliszu.
Tomasz Machciński zmarł 3 stycznia 2022; został pochowany 7 stycznia na cmentarzu na Tyńcu w Kaliszu.

## Twórczość
W 1966 zajął się fotografią. Stworzył tysiące fotograficznych autoportretów. Wcielał się w znane postacie z historii, literatury, polityki, kultury, a także wymyślone przez siebie typy ludzkie. Swoje ciało traktując jako medium trwającego ponad pół wieku, konsekwentnie realizowanego projektu artystycznego, będącego dziełem otwartym. Był zarazem reżyserem i aktorem, charakteryzatorem i kostiumografem, wreszcie artystą – fotografem i archiwistą własnych dokonań. Wykorzystując możliwości aparatu cyfrowego, nagrywał również performance’y, będące rejestracją improwizowanych utworów wokalnych. Sam o sobie mówił: „Nie stosuję peruk, trików, natomiast wykorzystuję wszystko, co dzieje się z moim organizmem, jak: odrastanie włosów, ubytek zębów, choroby, starzenie się itp.”.
Wystawy indywidualne jego prac odbyły się m.in. w Kopenhadze, Beverly Hills, Warszawie, Wrocławiu, Łodzi, Kaliszu, Radomsku, Gnieźnie.
Brał udział w dwóch wystawach zbiorowych:
- Centrum Sztuki Współczesnej Zamek Ujazdowski, Warszawa 1992
- Po co wojny są na świecie. Sztuka współczesnych outsiderów, Muzeum Sztuki Nowoczesnej, Warszawa 2016[9]

## Filmy
Zrealizowano trzy filmy dokumentalne przedstawiające życie i twórczość Machcińskiego:
- „Amator”, reż. M. Nowakowski, (1978)[potrzebny przypis],
- „Incognito” (1988) według scenariusza i w reżyserii Henryka Dederki,
- „Dziecko z katalogu” (1994) według scenariusza i w reżyserii Alicji Albrecht.

Zrealizowana została również etiuda szkolna „Ja Machciński” (reż. E.K. Rząd). Henryk Dederko za film „Incognito” otrzymał wyróżnienie na festiwalu w Norymberdze oraz Grand Prix na Festiwalu Filmów o Sztuce w Zakopanem w 1992 r.